# Borboropactus australis
Borboropactus australis là một loài nhện trong họ Thomisidae.
Loài này thuộc chi Borboropactus. Borboropactus australis được George Newbold Lawrence miêu tả năm 1937.